# Kea Bouman
Cornelia »Kea« Bouman, nizozemska tenisačica, * 23. november 1903, Almelo, Nizozemska, † 17. november 1998, Delden, Nizozemska.
Največji uspeh v karieri je osvojila z zmago na turnirju za Amatersko prvenstvo Francije v posamični konkurenci leta 1927, ko je v finalu premagala Irene Bowder Peacock. Na turnirjih za Prvenstvo Anglije se je najdlje uvrstila v četrtfinale leta 1926, kot tudi na turnirjih za Nacionalno prvenstvo ZDA leta 1927. Turnir za Amatersko prvenstvo Francije je osvojila tudi v konkurenci ženskih dvojic leta 1929 skupaj z Lilí Álvarez. Nastopila je na Olimpijskih igrah 1924, kjer je osvojila bronasto medaljo v konkurenci mešanih dvojic skupaj s Henkom Timmerjem.

## Finali Grand Slamov

### Posamično (1)

#### Zmage (1)
| Leto | Turnir                       | Nasprotnica v finalu | Rezultat finala |
| 1927 | Amatersko prvenstvo Francije | Irene Bowder Peacock | 6–2, 6–4        |

### Ženske dvojice (1)

#### Zmage (1)
| Leto | Turnir                       | Partnerica   | Nasprotnici v finalu     | Rezultat finala |
| 1929 | Amatersko prvenstvo Francije | Lilí Álvarez | Bobbie Heine Alida Neave | 7–5, 6–3        |